# Conescharellina magniarmata
Conescharellina magniarmata är en mossdjursart som först beskrevs av Maplestone 1909.  Conescharellina magniarmata ingår i släktet Conescharellina och familjen Biporidae. Inga underarter finns listade i Catalogue of Life.